# Wladimir Nikolajewitsch Jeschinow
Wladimir Nikolajewitsch Jeschinow (russisch Владимир Николаевич Ешинов; * 18. Februar 1949 in Kirischi; † 30. Juli 2024) war ein sowjetischer Ruderer. 

## Leben und Karriere
Jeschinow gewann zusammen mit Nikolai Iwanow und Steuermann Walentin Kostizin die Bronzemedaille im Zweier mit Steuermann bei den Ruder-Weltmeisterschaften 1970. Im Jahr darauf gewannen Jeschinow und Iwanow mit Steuermann Alexander Lukjanow bei den Ruder-Europameisterschaften 1971 ebenfalls Bronze. Bei den Olympischen Spielen 1972 in München belegten Iwanow und Jeschinow mit Steuermann Juri Lorentsson den fünften Platz im Zweier. Bei den Ruder-Europameisterschaften 1973 und bei den Ruder-Weltmeisterschaften 1974 siegten Iwanow und Jeschinow mit Steuermann Lukjanow. 1975 stiegen alle drei Ruderer um in den Vierer mit Steuermann und gewannen den Titel bei den Weltmeisterschaften in Nottingham zusammen mit Alexander Klepikow und Alexander Sema. Im Jahr darauf siegte der russische Vierer mit Jeschinow, Iwanow, Klepikow, Michail Kusnezow und Lukjanow auch bei den Olympischen Spielen 1976 in Montreal, nachdem Kusnezow im Finale für Sema eingesprungen war. Bei den Ruder-Weltmeisterschaften 1977 gewannen die fünf Olympiasieger vom Vorjahr hinter dem DDR-Boot die Silbermedaille mit dem sowjetischen Achter.
Jeschinow starb am 30. Juli 2024 im Alter von 75 Jahren.